# Лакана

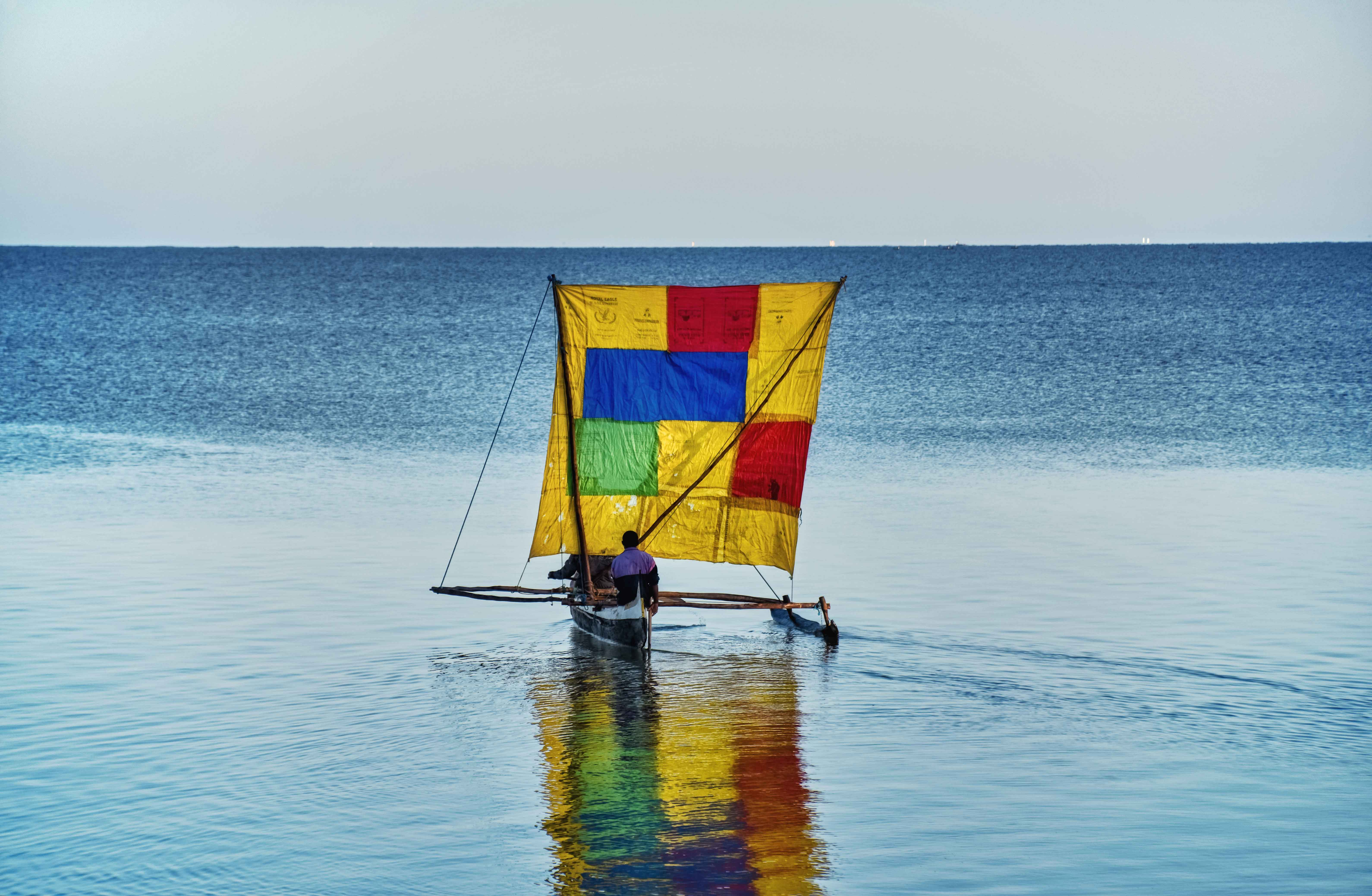
Мадагаскарська лакана

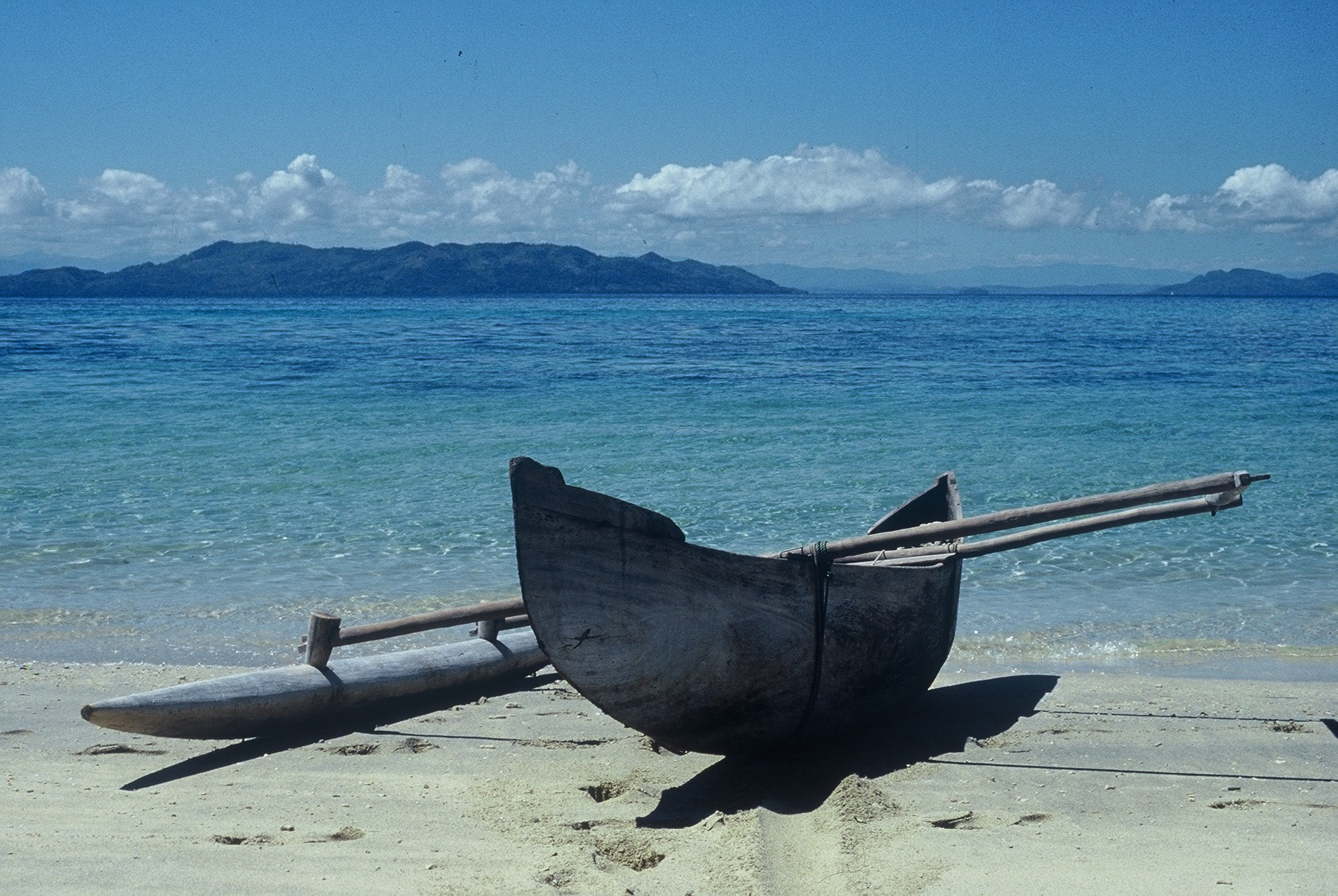
Лакана на острові Носі-Іранья, видовбана з єдиного стовбура

Лакана́ (малаг. Lakana), також відоме як лака (малаг. Laka) — традиційне малагасійське вітрильне каное з одним аутригером, озброєне австронезійським чотирикутним «подвійним шпринтовим вітрилом». Поширене на острові Мадагаскар і на сусідніх Коморських островах.

## Етимологія
На малагасійській мові «лакана» (малаг. lakana) означає човен, каное, судно. Таким чином термін має місцеве походження. Лакану часто називають загальним французьким терміном «пірога», який включає будь-які невеликі човни, зокрема без аутригерів.

## Опис

Вітрило з подвійним шпринтом

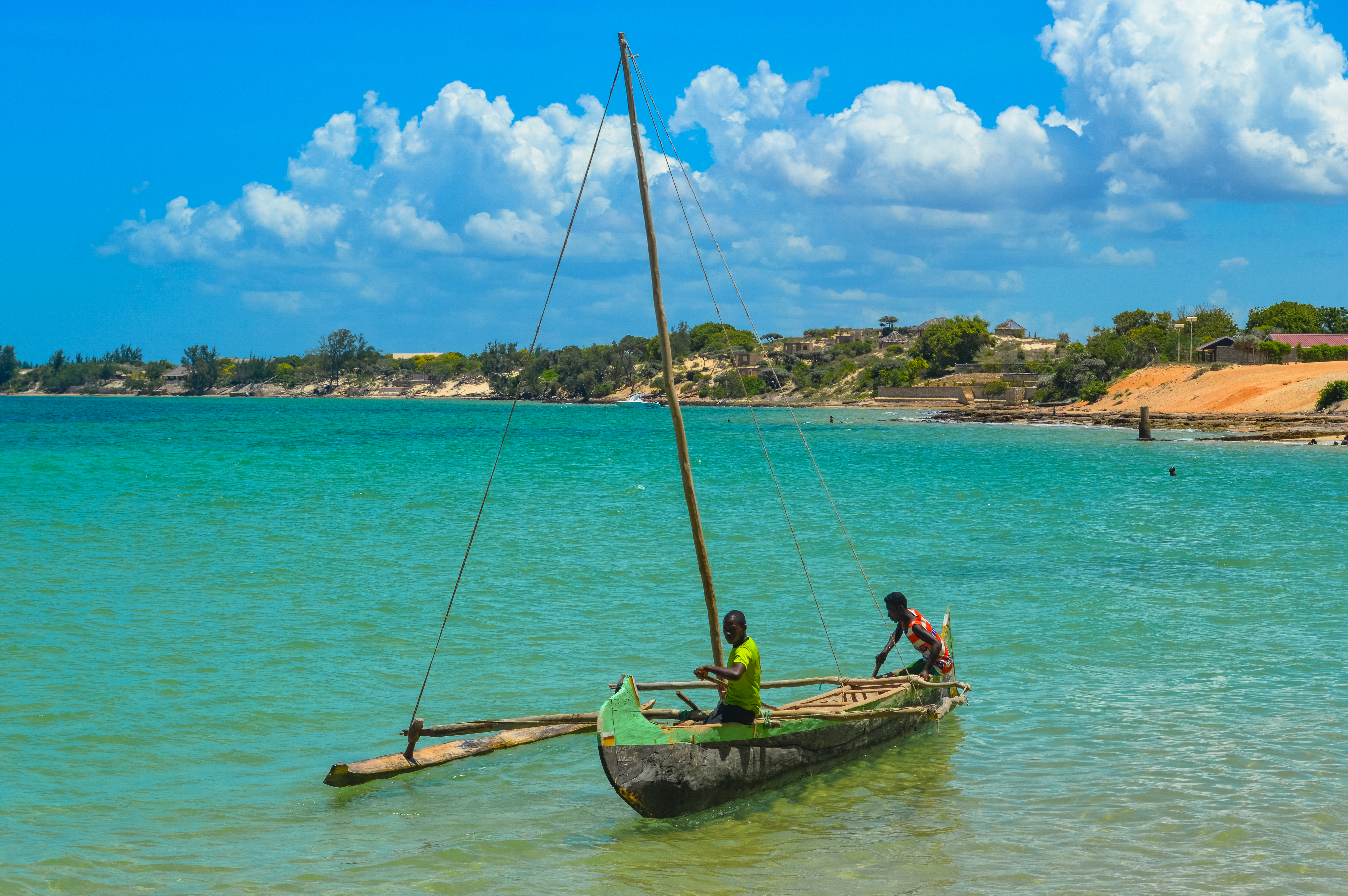
Лакана народності Везо з 5-елементним корпусом. Мадагаскар

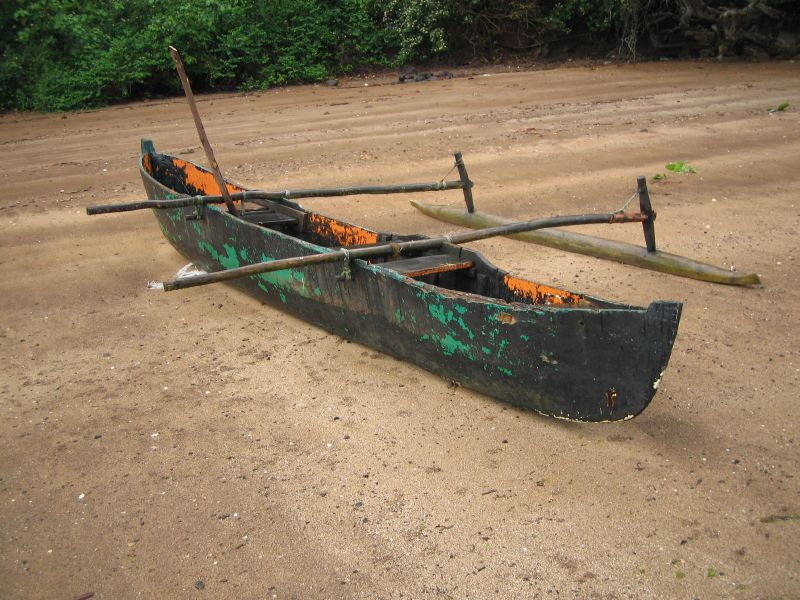
Лакана з Майотти. Коморські о-ви

Найпростіший корпус лакани являє собою звичайне каное-довбанку, виготовлену з цільного стовбура довжиною біля від 6 до 9 метрів, шириною біля 0,5 м і висотою 0,6-0,8 м. Більш складні корпуси відносяться до класичного типу австронезійських «каное з 5 складових», які поширені від Мадагаскару до Таїті і Гаваїв. В «каное з 5 частин» до основи-довбанки дорощували по бокам два борти з дошок, а спереду і ззаду ніс та корму (разом 5 елементів).
Для збільшення остійності до корпусу каное кріпиться виносний одинарний аутригер (балансир). Аутригер кріпиться на двох 3-4 метрових дерев'яних балках, закріплених перпендикулярно корпусу (передній кріпиться перед щоглою, а задній біля корми), до яких з правої сторони кріпиться балансир-поплавок у формі округлої балки. З лівої сторони човна знаходиться «псевдо-аутригер» — балки, що утримують справжній балансир на правій стороні, також продовжуються на певну відстань за борт судна і по лівій стороні та з'єднані на кінцях між собою ще однією планкою, але справжнього поплавка чи балансиру на лівій стороні немає.
Ніс лакани традиційно оформлюється півкруглим, а корма має інверсне гостре закінчення, віддалено нагадуючи ніс грецької триреми. Управляють лаканою за допомогою короткого бічного стерна, ніяк не приєднаного до корпусу і яке одночасно слугує при відсутності вітра за весло. Іноді на сучасних лаканах на корму підвішується кормове стерно на шарнірах, в такому випадку інверсну гостру корму роблять стрімкою без загострення.
Лакана озброєна чотирикутним, майже квадратним вітрилом з подвійним шпринтом. Цей тип вітрила не потребує щогли, а встановлюється на двох рейках (шпринтах), закріплених в формі літери «V». До шпринтів кріпляться лише два верхні кути вітрила, бічні шкаторини залишаються незакріпленими, до нижніх шкотових кутів вітрила кріпляться шкоти, які для збільшення робочої площі вітрила виносяться на балансири.
Сучасні лакани часто оснащені підвісними моторними двигунами.

## Походження

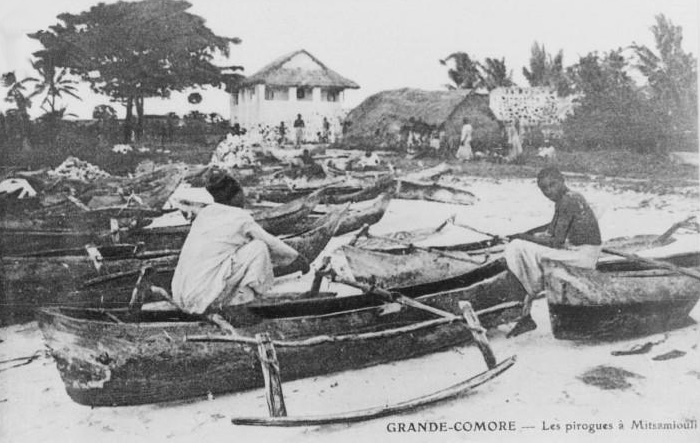
Лакана з двома балансирами. Острів Гран-Комор, Коморські о-ви.

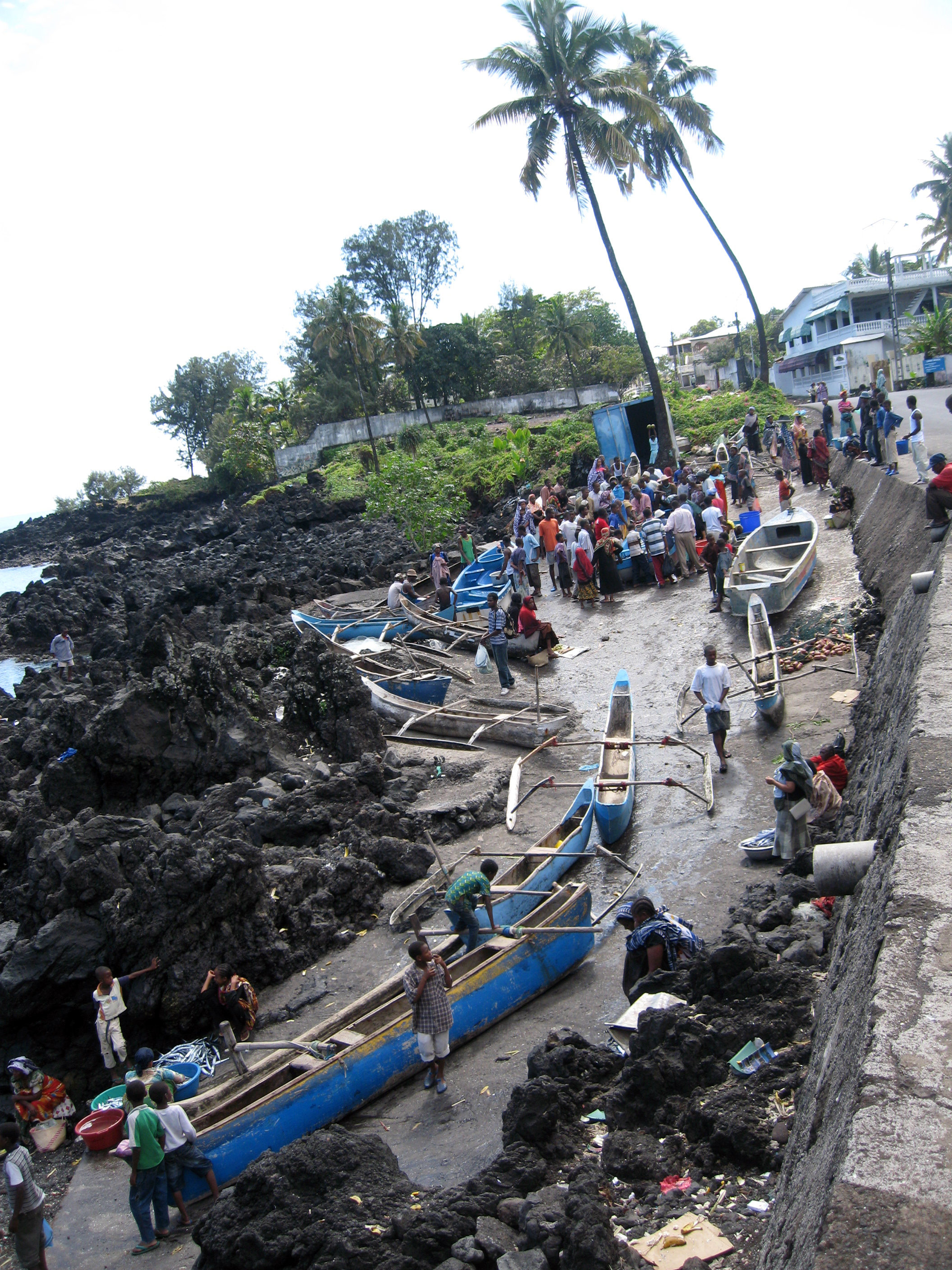
Коморські каное з одним (на передньому плані) і двома аутригерами

Каное з аутригерами є спадщиною австронезійських народів з Малайського архіпелагу в Південно-Східній Азії і використовувались ними для далеких морських подорожей. Вважається, що впровадження аутригерів могло бути спричинене необхідністю додання човнам остійності після винаходу австронезійцями приблизно у 1500 р. до н.е вітрил типу «крабова клешня» .
З островів Південно-Східної Азії каное з аутригерами поширились разом з хвилями австронезійської міграції по численним островам Тихого і Індійського океану. Декілька хвиль австронезійських мігрантів прибули на Мадагаскар з островів Ява і Калімантан ще до 500-х років нашої ери. Ці народи принесли з собою на Мадагаскар свою мову і традиції, зокрема традиції будівництва човнів з аутригерами. Чотирикутне вітрило з подвійним шпринтом, яке використовується на лакані вважається деякими дослідниками найбільш архаїчним австронезійським вітрилом, з якого надалі розвинулись інші види австронезійських косих вітрил, зокрема вітрило «крабова клішня». Крім мадагаскарських лакан, такий тип вітрила зберігся на Шрі-Ланці, де він використовується народністю сингали на їх традиційних каное з одним балансиром орува (oruva).
Вважається, що початково лакана мала два повноцінних аутригери, про що свідчить її другий редукований «псевдо-аутригер» і втрата човном одного з балансирів відбулась вже нещодавно. В 1595 році Корнеліус де Гаутман, а в 1644 році Річард Бутбі повідомляли про побачені ними у великій кількості каное з двома аутригерами на південно-західному узбережжі Мадагаскару, а Мейс Дескарт в 1846 році вказував, що каное з подвійним аутригером не є рідкістю на західному узбережжі Мадагаскару.

## Поширення
Сьогодні лакана поширена на острові Мадагаскар, особливо на північно-західному його узбережжі, населеному народністю сакалава і на сусідніх Коморських островах.
Технологія будівництва каное з аутригером була адаптована з Мадагаскару неавстронезійським населенням сусіднього східноафриканського узбережжя, що призвело до появи тримарана нгалава у народа суахілі на території сучасних Кенії та Танзанії.

## Галерея

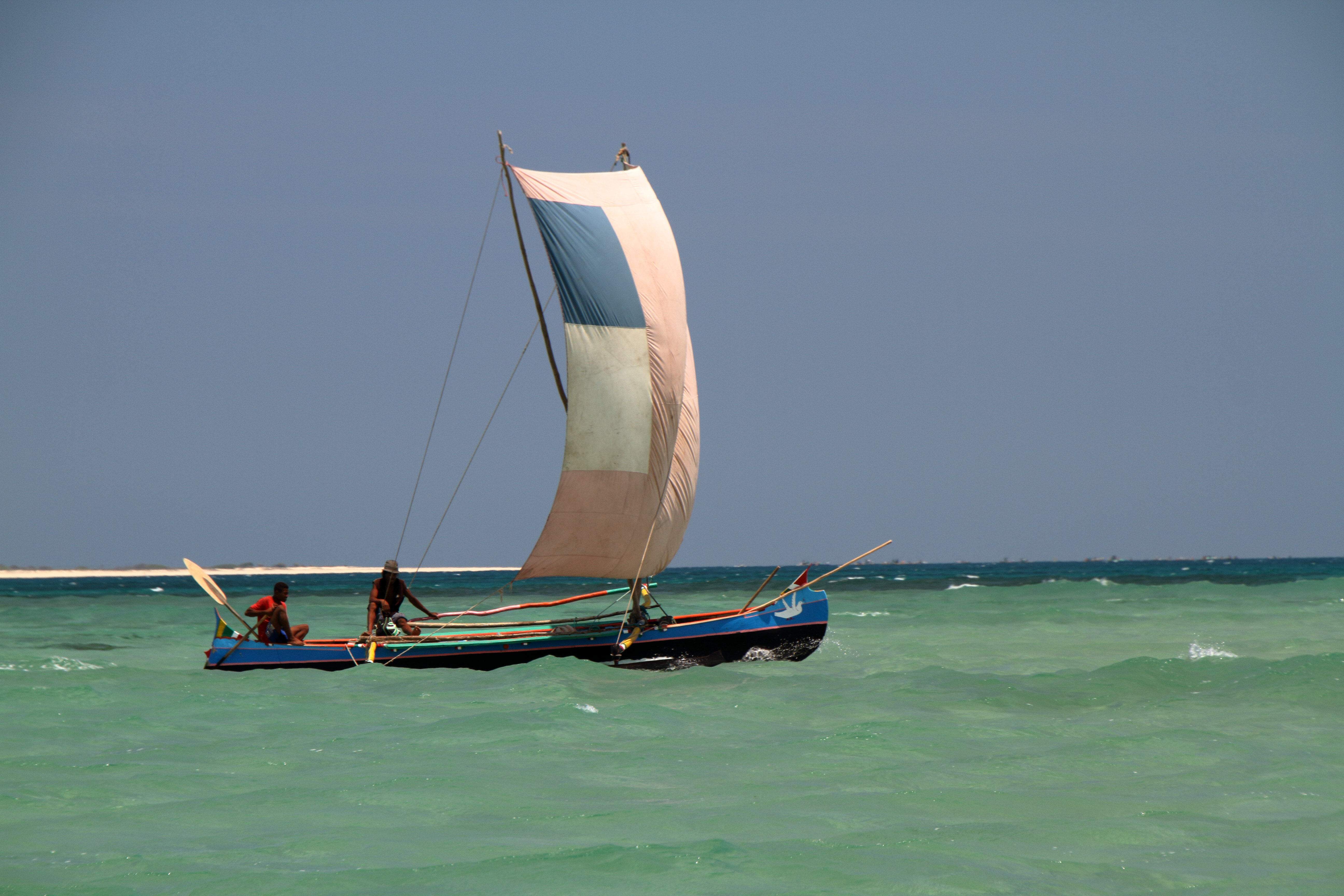
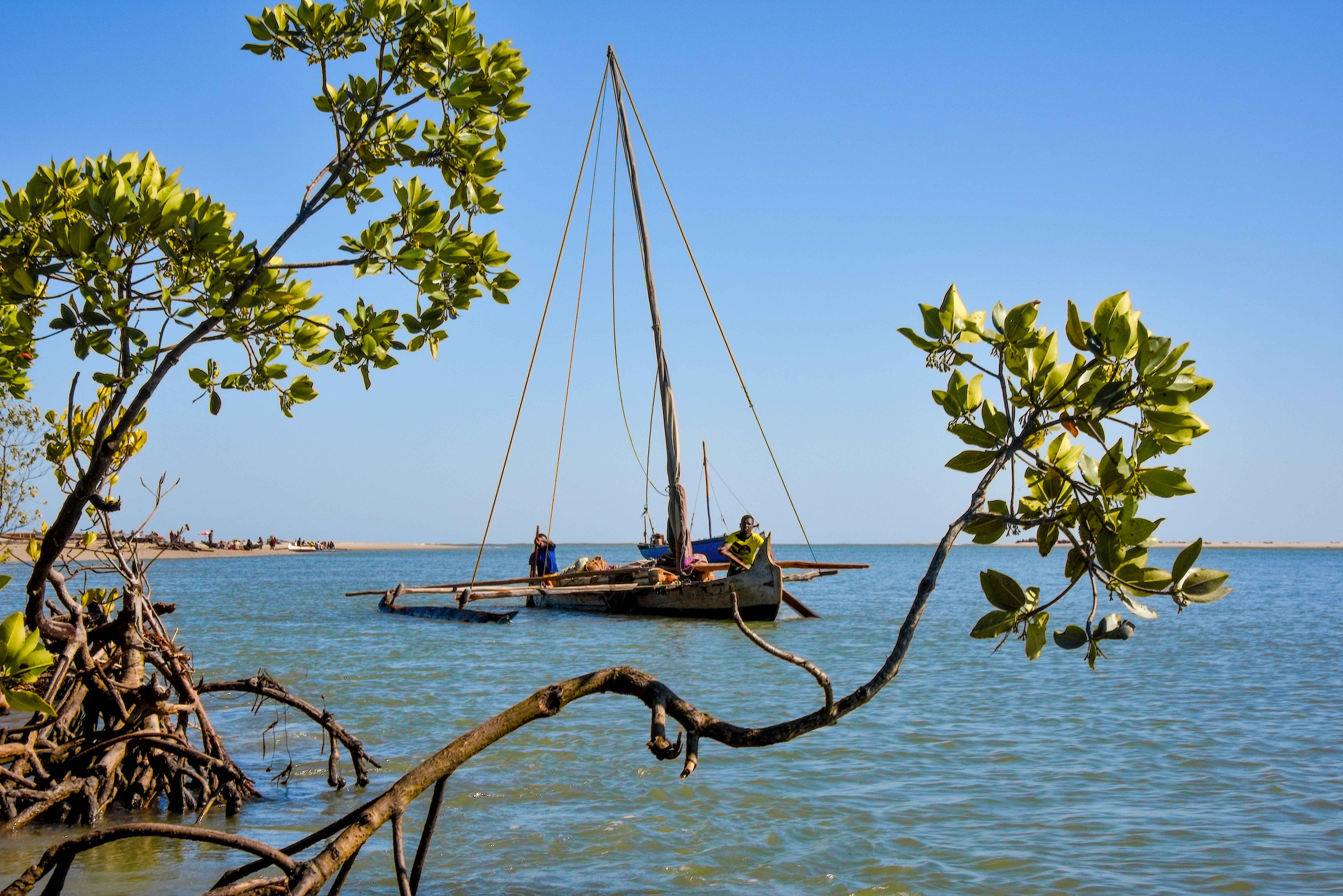
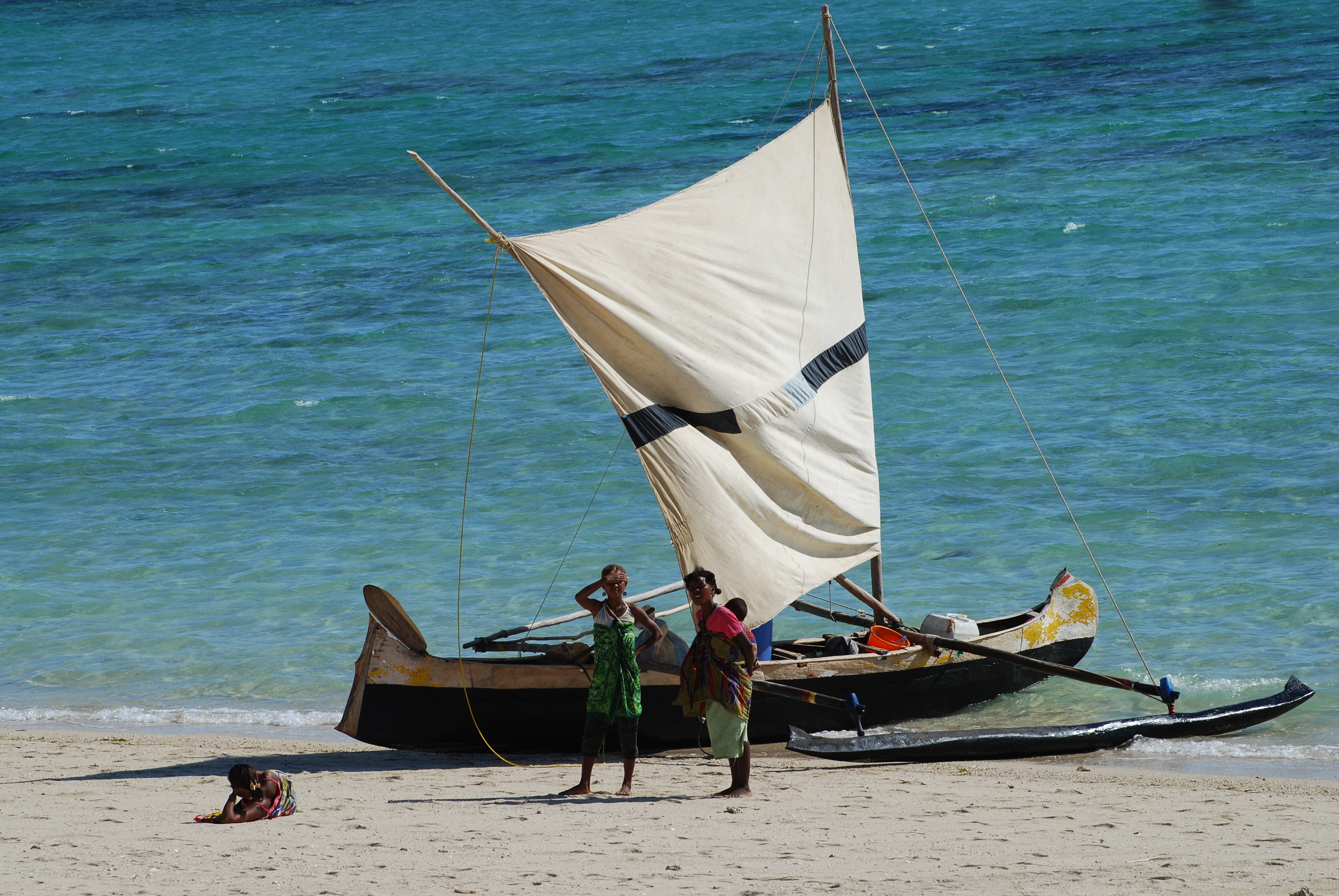
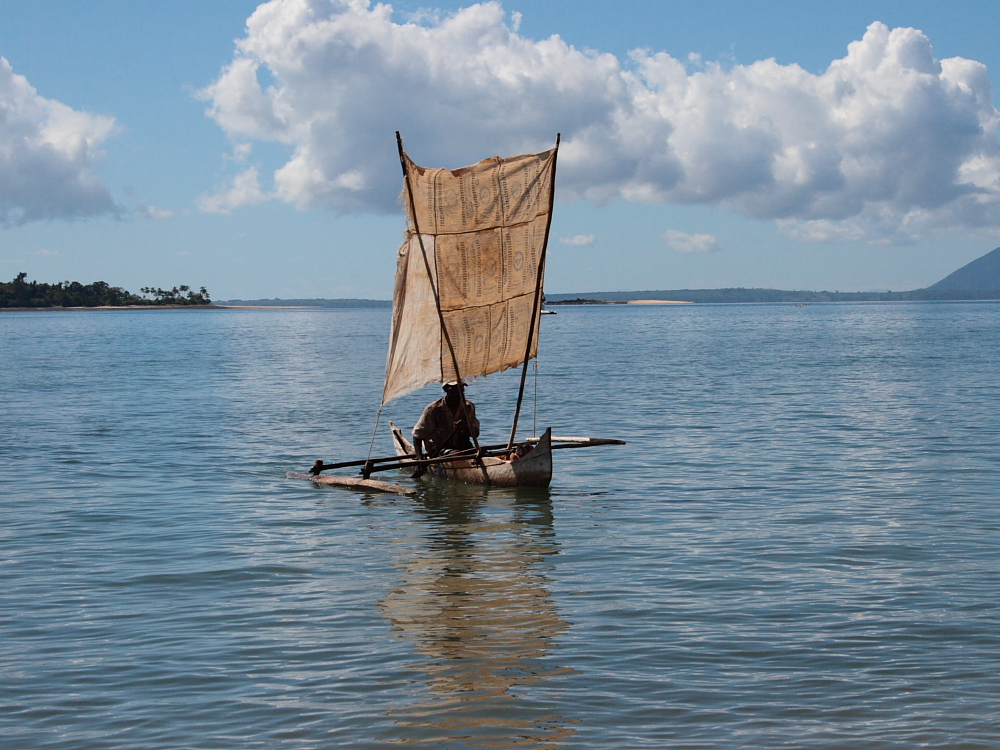
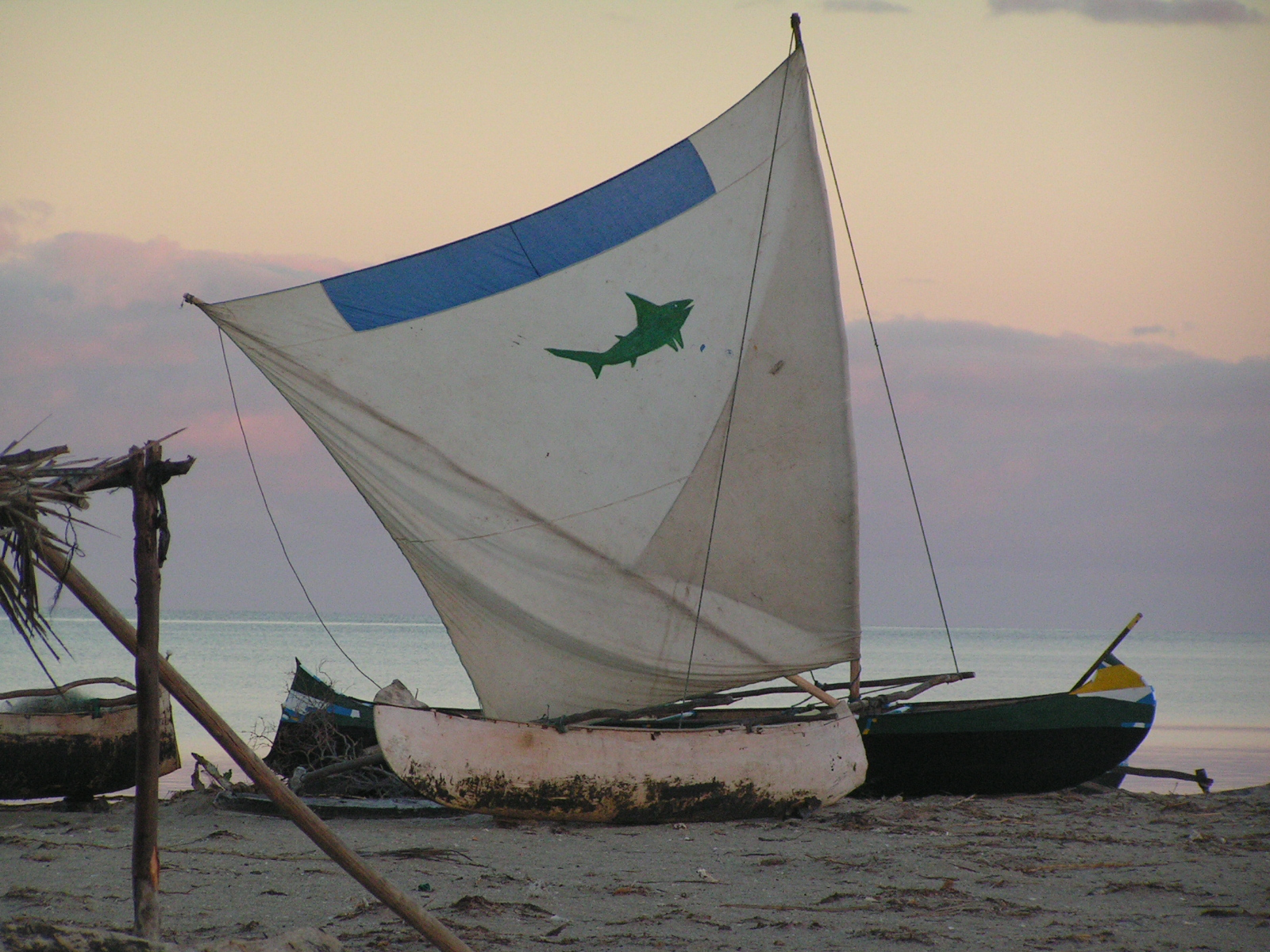
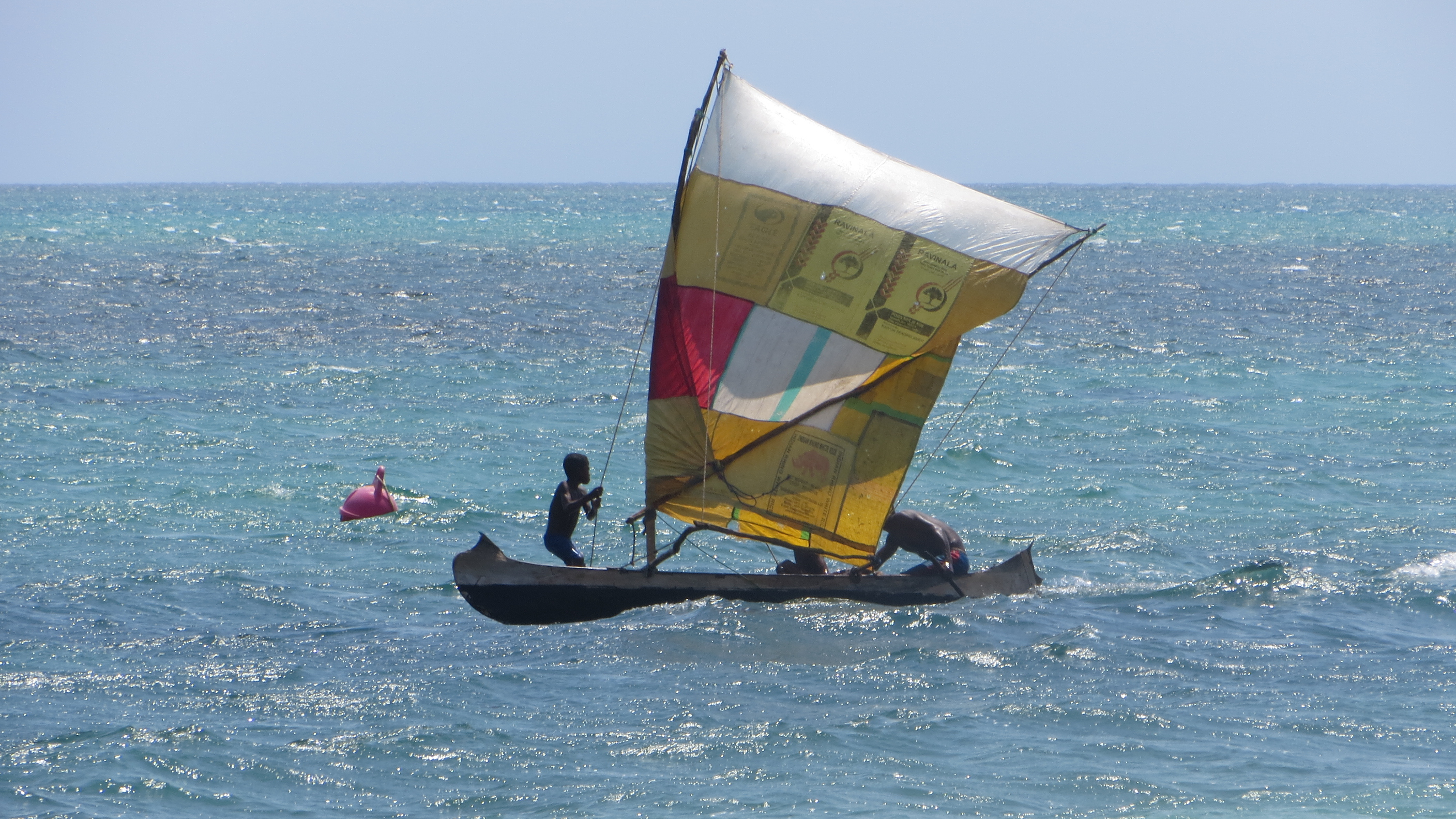
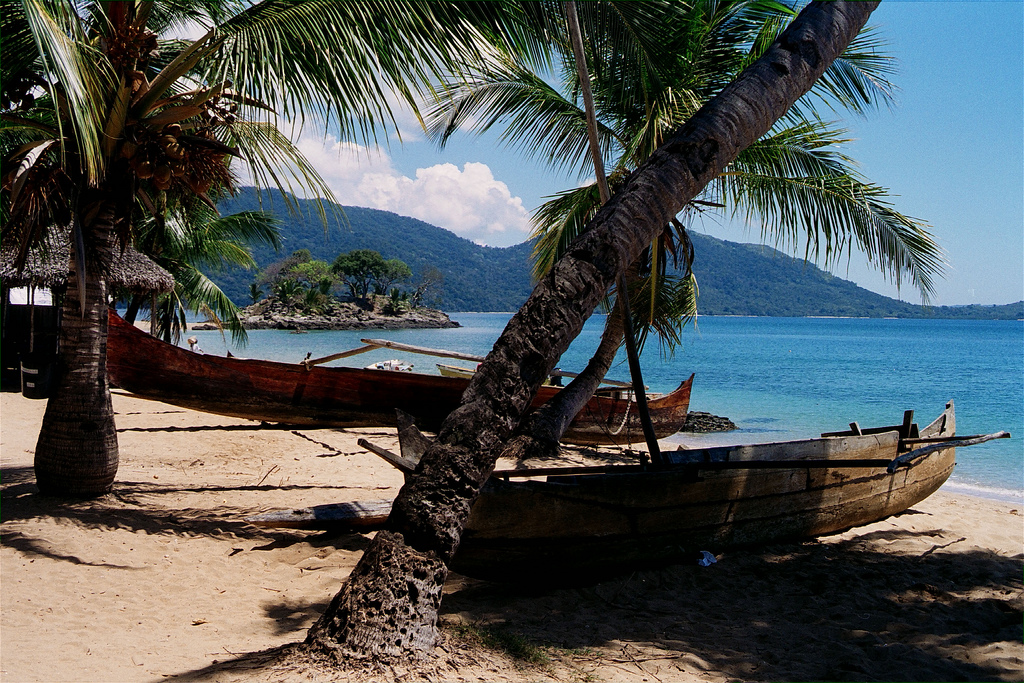
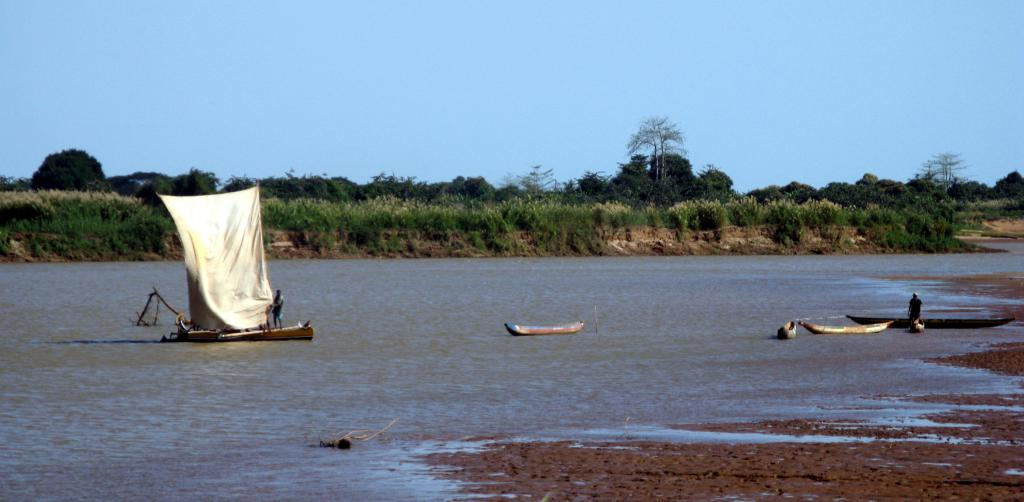
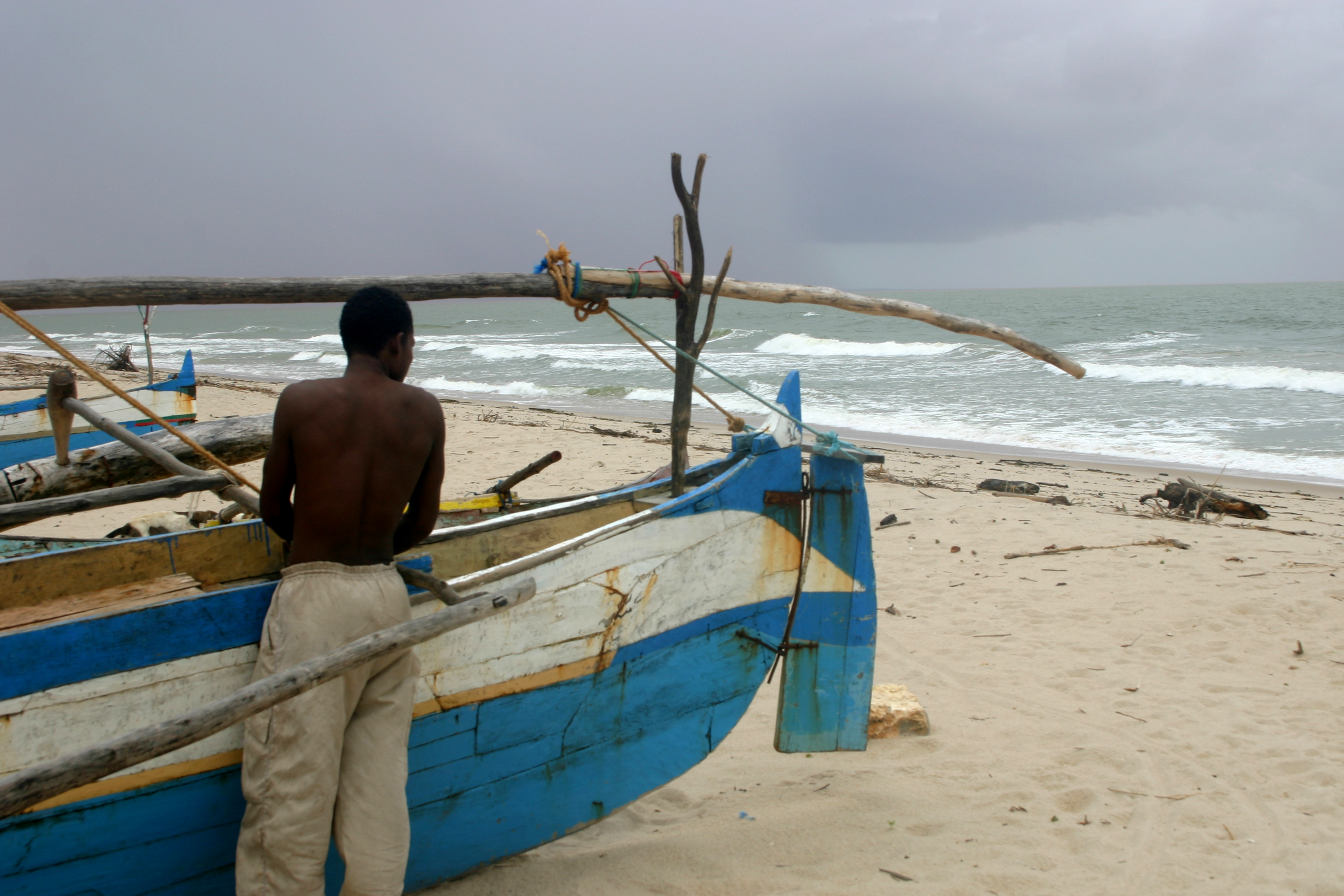
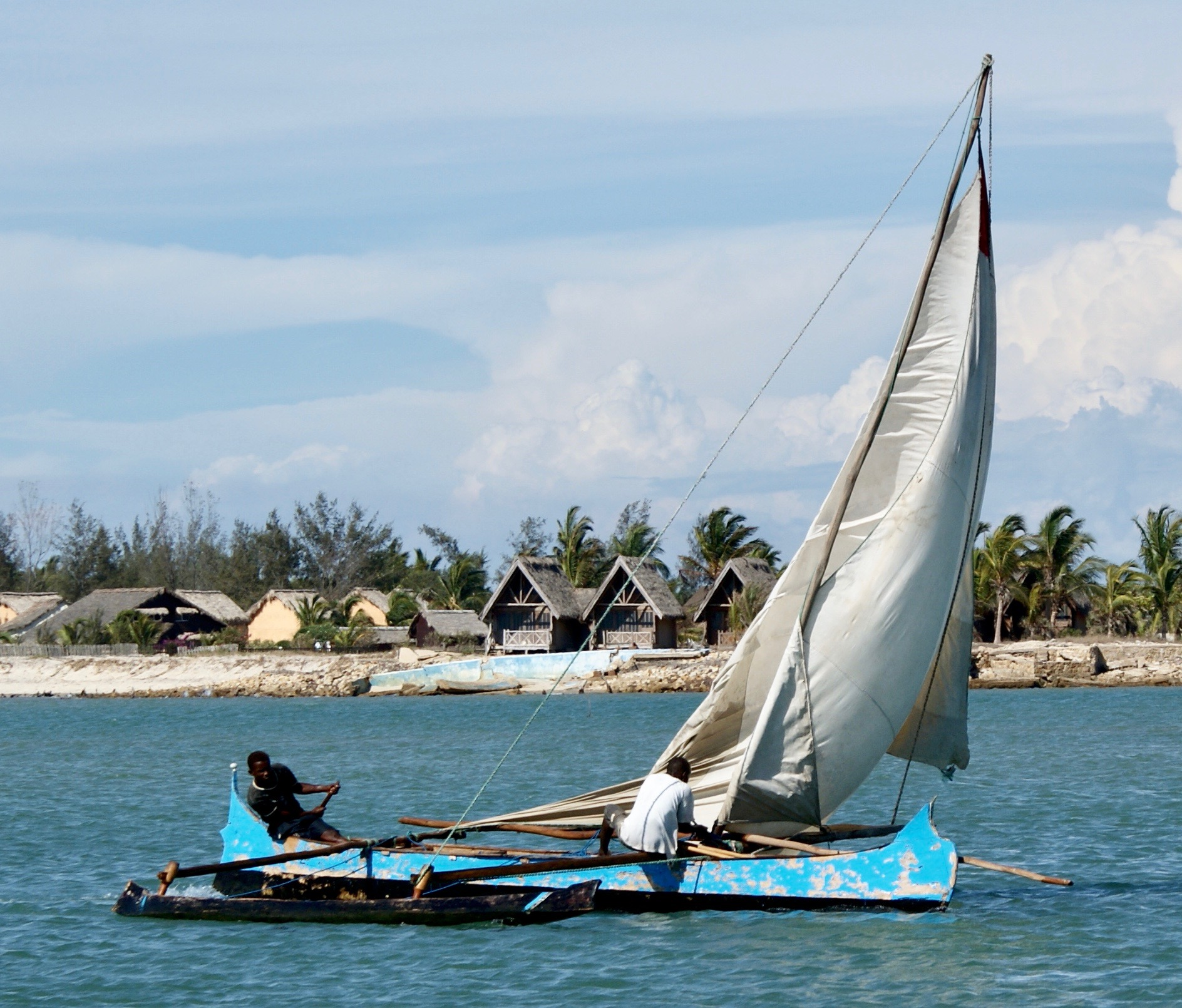
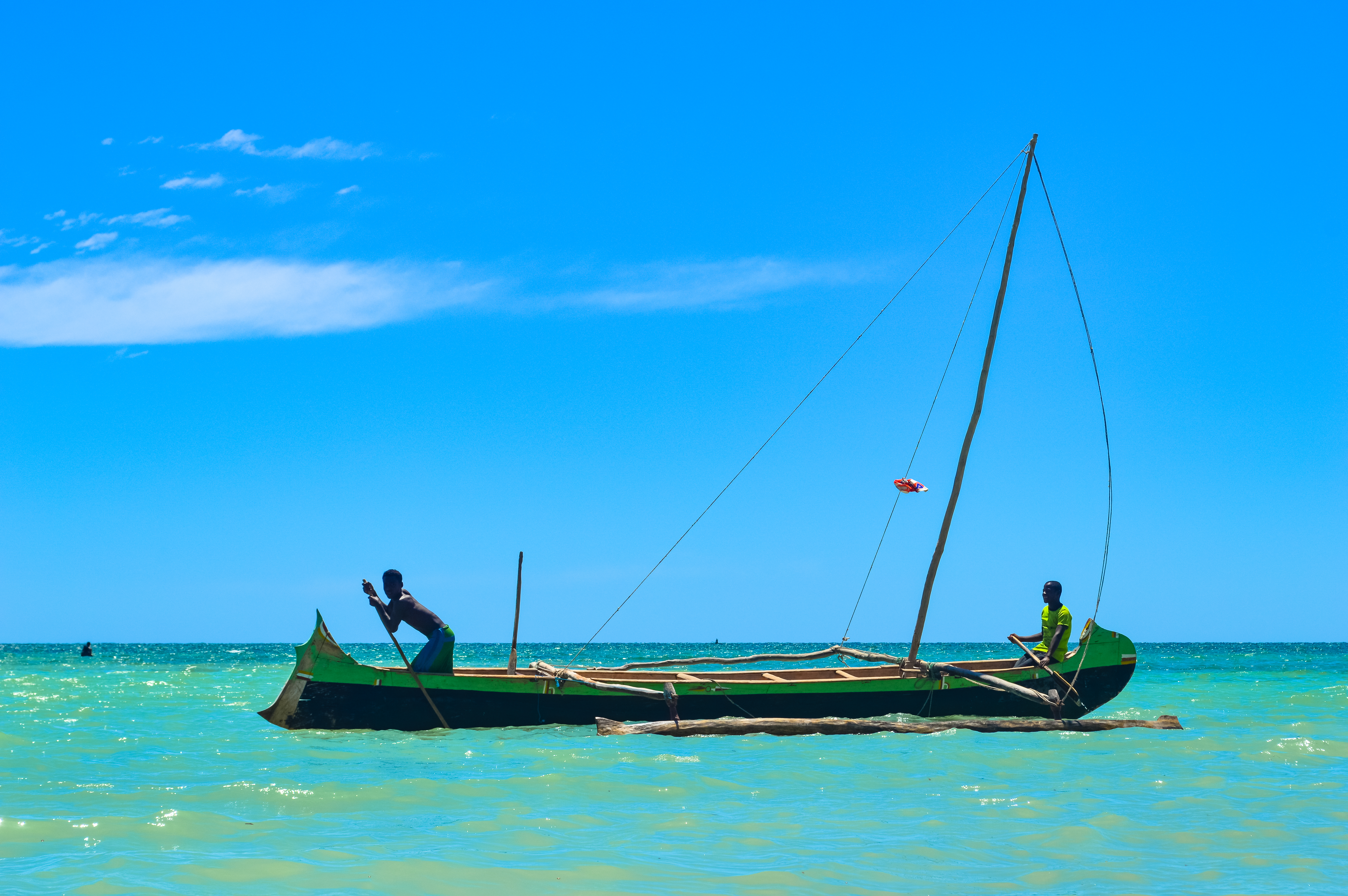
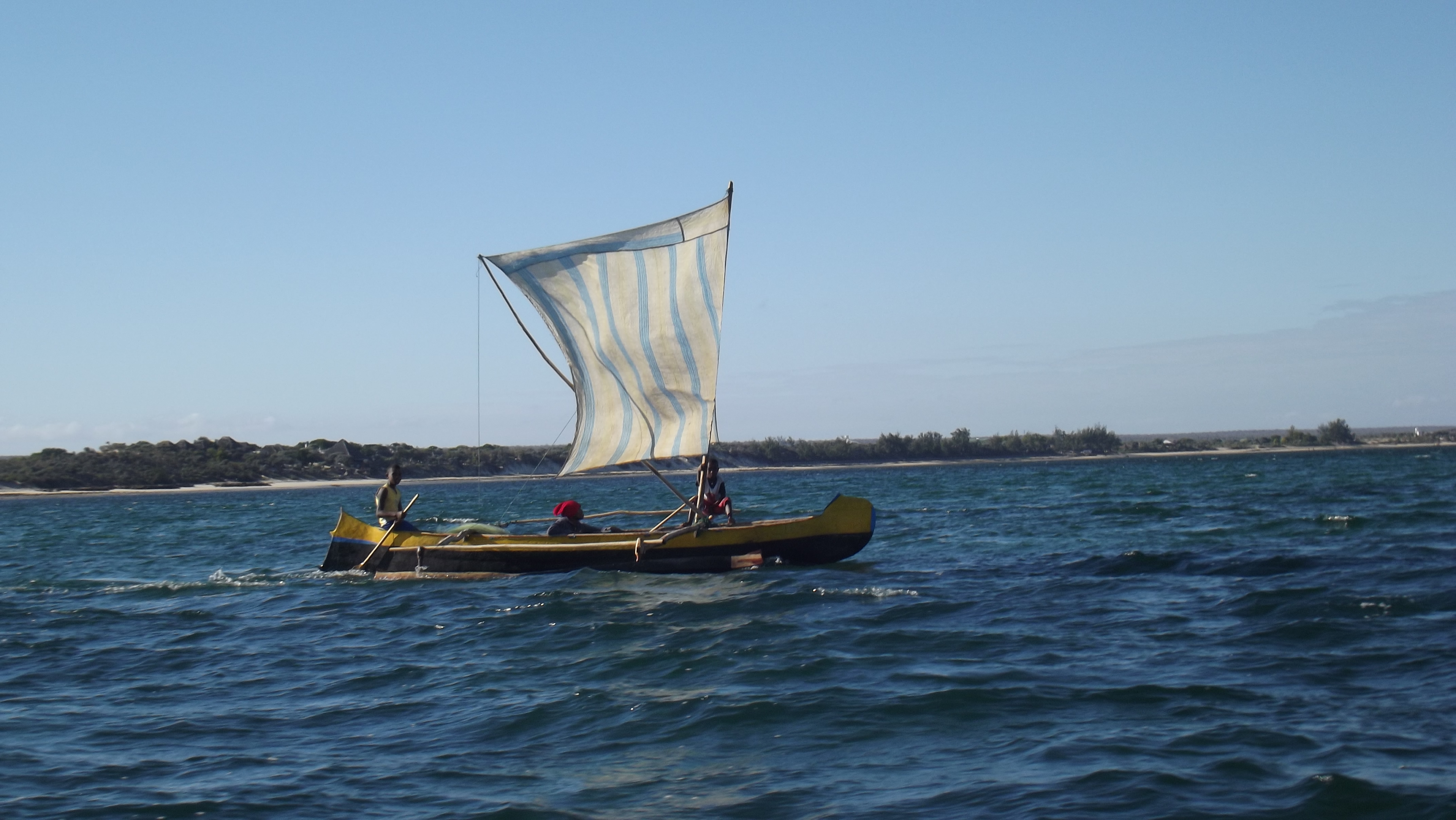
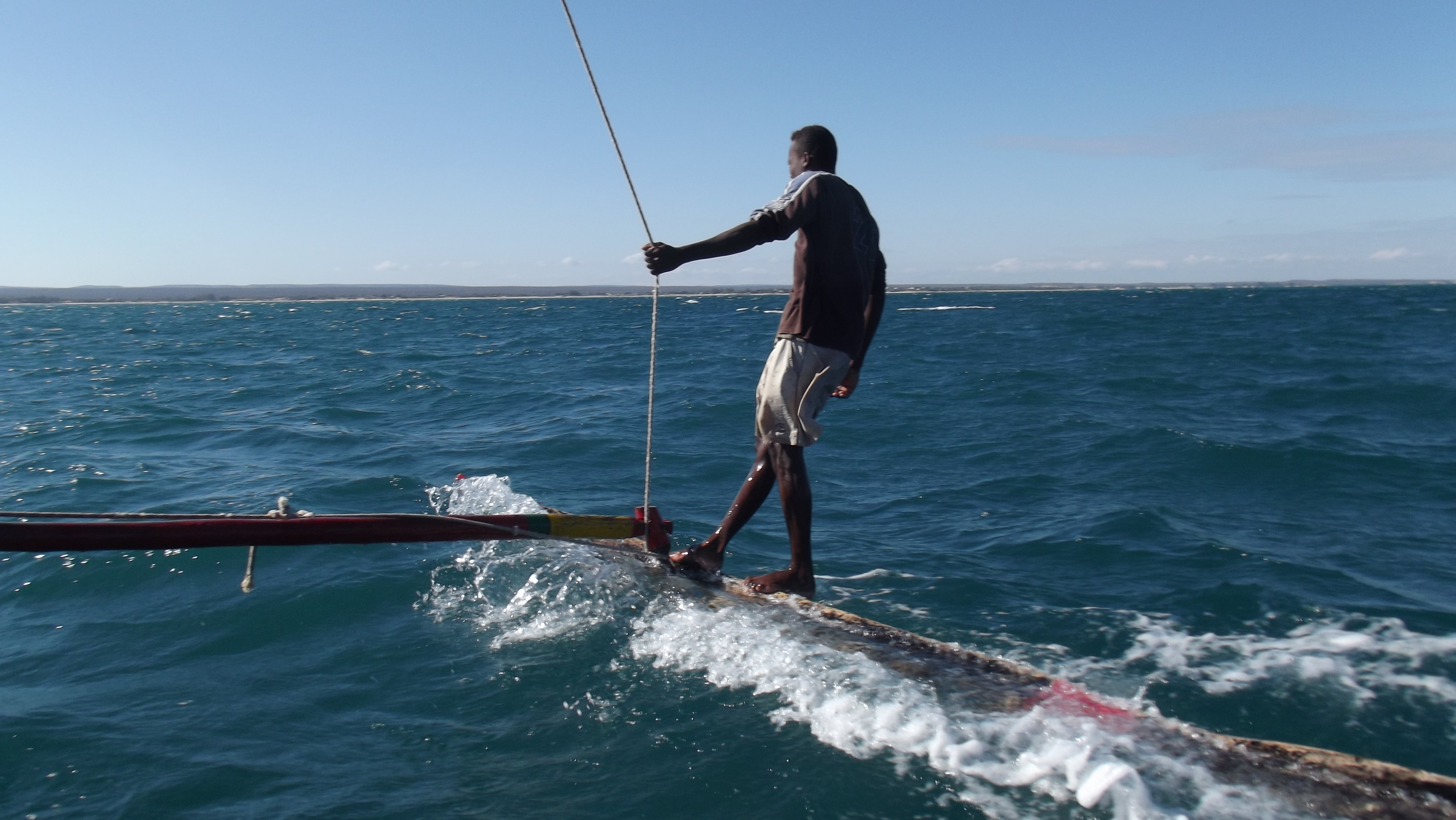

## Дивитися також
- Каное
- Нгалава
- Проа